# Andreas Kißling
Andreas Kißling (* 1984 in Göppingen) ist ein deutscher Flötist.

## Leben
Andreas Kißling besuchte das Hohenstaufen-Gymnasium Göppingen und erhielt eine studienvorbereitende Ausbildung bei Thomas Müller an der Städtischen Jugendmusikschule seiner Heimatstadt. 2001 bekam er Flötenunterricht bei Wolfgang Kißling in Braunschweig. Noch im selben Jahr wurde er als Jungstudent von Roswitha Staege in das Julius Stern-Institut der Universität der Künste Berlin aufgenommen. 2004 nahm er dann bei Staege ein Studium auf. Meisterkurse besuchte er u. a. bei Peter-Lukas Graf, Carin Levine, Aurèle Nicolet und Karlheinz Zoeller.
Als Solist konzertierte er mit verschiedenen Orchestern. Während des Studiums war er bereits Soloflötist bei den Stuttgarter Philharmonikern und der Deutschen Radio Philharmonie Saarbrücken Kaiserslautern sowie stellvertretender Soloflötist im Staatsorchester Stuttgart. Seit 2011 ist er Soloflötist bei der Sächsischen Staatskapelle Dresden. 2017 übernahm er bei der Deutschen Erstaufführung des 2. Flötenkonzertes von Mieczysław Weinberg den Solistenpart.
Er spielt auf einer 18 Karat Goldflöte von Muramatsu und einer Holzflöte von Harry Gosse.

## Auszeichnungen
Kißling erhielt 2000 den ersten Preis beim Bundeswettbewerb Jugend musiziert. Ein Jahr darauf gewann er den zweiten Preis im Duo mit Klavier beim Internationalen Flötenwettbewerb Friedrich Kuhlau in Uelzen. Stipendien erhielt er 2000 von der Kunststiftung Baden-Württemberger und 2003 von der Studienstiftung des deutschen Volkes. 2001 war er Preisträger beim internationalen Rundfunkwettbewerb junger Musiker Concertino Praha. In den Jahren 2005 und 2008 war er Stipendiat des Deutschen Musikwettbewerbs und in der „Bundesauswahl Konzerte Junger Künstler“. Beim internationalen Flötenwettbewerb der Händel-Festspiele in Halle 2005 erhielt er in der Kategorie moderne Flöte den zweiten Preis des Händel-Förderpreises der Stadt Halle. 2006 wurde er bei der 1st Nicolet International Flute Competition in Peking/China mit dem dritten Preis ausgezeichnet.

## Diskografie
- Isang Yun: Instrumental solos & duos (Internationale Isang Yun Gesellschaft, 2008)